# Stylulus nasutus
Stylulus nasutus är en skalbaggsart som beskrevs av Ludwig Wilhelm Schaufuss. Stylulus nasutus ingår i släktet Stylulus och familjen jordlöpare. Inga underarter finns listade i Catalogue of Life.